# Старицын, Георгий Васильевич
Георгий Васильевич Старицын (13.05.1909 — не ранее 1995) — советский инженер, дважды лауреат Сталинской премии.

## Биография
Окончил институт. С апреля 1932 по 1933 год служил в РККА. Затем работал в лаборатории связи ЦНИЛ (центральной научно-исследовательской лаборатории) завода «Красная заря», руководитель группы.
В 1937 году для радиотелефонных каналов была разработана и подготовлена к серийному выпуску аппаратура под индексом ЕИС-3 (Егоров — Ильинский — Старицын). В течение последующих трех лет участвовал в подготовке аппаратуры простого засекречивания ЕС-2М, МЕС, МЕС-2, МЕС-2А.
После начала войны эвакуировался в Уфу, работал в Государственном союзном производственно-экспериментальном институте № 56 (ГСПЭИ-56). Получил звание инженер-капитан.
Приказом Министра промышленности средств связи СССР от 18 декабря 1946 г. № 3-176 ГСПЭИ-56 был реорганизован в Научно-исследовательский институт проводной связи № 56 (НИИ-56) с местонахождением в Ленинграде.
В 1947 г. зам. гл. конструктора фототелеграфной аппаратуры для работы в звеньях от Генштаба до корпусной сети (тема 1г).
В 1948—1949 гг. зам. главного конструктора изделий «Агат» и ТТ-12/16 (аппаратура тонального телеграфирования).
Сочинения:
- Трехканальная аппаратура высокочастотного телеграфирования тип В-3 [Текст] / В. Н. Амарантов и Г. В. Старицын. — Москва : изд-во и тип. Связьиздата, 1950. — 168 с., 5 л. схем. : ил., схем.; 22 см.

Сталинская премия 1946 года (в составе коллектива) — за работу в области средств связи.